# Sydafrikas Grand Prix 1967
Sydafrikas Grand Prix 1967, var en Formel 1-tävling som hölls den 2 januari 1967 på Kyalami Grand Prix Circuit i Midrand i provinsen Gauteng i Sydafrika. Det var det första av elva lopp ingående i Formel 1-VM 1967 och kördes över 80 varv. Detta var det första F1-loppet som kördes på Kyalamibanan, och det fjärde Grand Prix-loppet med världsmästarstatus som kördes i Sydafrika. Loppet vanns av Pedro Rodríguez för Cooper, tvåa blev John Love för Cooper, och trea blev John Surtees för Honda. Sammanlagt sex förare av sjutton startande fullföljde loppet, varav endast de två främsta låg på ledarvarvet vid målgång. På grund av den höga temperaturen som rådde var överhettning av motor och ånglås i bränslesystemet ett återkommande problem för flertalet ekipage under stora delar av tävlingshelgen.

## Resultat
| Pos.    | Nr. | Förare          | Konstruktör     | Däck      | Varv | Tid/Bröt          | Grid | Poäng |
| ------- | --- | --------------- | --------------- | --------- | ---- | ----------------- | ---- | ----- |
| 1       | 4   | Pedro Rodríguez | Cooper-Maserati | Firestone | 80   | 2:05:45.9         | 4    | 9     |
| 2       | 17  | John Love       | Cooper-Climax   | Firestone | 80   | + 26.4            | 5    | 6     |
| 3       | 11  | John Surtees    | Honda           | Goodyear  | 79   | + 1 varv          | 6    | 4     |
| 4       | 2   | Denny Hulme     | Brabham-Repco   | Goodyear  | 78   | + 2 varv          | 2    | 3     |
| 5       | 14  | Bob Anderson    | Brabham-Climax  | Firestone | 78   | + 2 varv          | 10   | 2     |
| 6       | 1   | Jack Brabham    | Brabham-Repco   | Goodyear  | 76   | + 4 varv          | 1    | 1     |
| NC      | 19  | Dave Charlton   | Brabham-Climax  | ?         | 63   | Körde för få varv | 8    |       |
| NC      | 20  | Luki Botha      | Brabham-Climax  | ?         | 60   | Körde för få varv | 17   |       |
| Bröt    | 18  | Sam Tingle      | LDS-Climax      | Firestone | 56   | Olycka            | 14   |       |
| Bröt    | 16  | Piers Courage   | Lotus-BRM       | Dunlop    | 51   | Bränslesystem     | 18   |       |
| Bröt    | 9   | Dan Gurney      | Eagle-Climax    | Goodyear  | 44   | Hjulupphängning   | 11   |       |
| Bröt    | 12  | Jo Siffert      | Cooper-Maserati | Firestone | 41   | Motor             | 16   |       |
| Bröt    | 3   | Jochen Rindt    | Cooper-Maserati | Firestone | 38   | Motor             | 7    |       |
| Bröt    | 6   | Mike Spence     | BRM             | Dunlop    | 31   | Oljeläckage       | 13   |       |
| Bröt    | 15  | Jo Bonnier      | Cooper-Maserati | Firestone | 30   | Motor             | 12   |       |
| Bröt    | 7   | Jim Clark       | Lotus-BRM       | Firestone | 22   | Motor             | 3    |       |
| Bröt    | 8   | Graham Hill     | Lotus-BRM       | Firestone | 6    | Olycka            | 15   |       |
| Bröt    | 5   | Jackie Stewart  | BRM             | Dunlop    | 2    | Motor             | 9    |       |
| Källor: |     |                 |                 |           |      |                   |      |       |